# Gilbert Handler
Gilbert Handler (* 5. September 1972 in Klosterneuburg bei Wien) ist ein österreichischer Musiker und Komponist.

## Leben
Gilbert Handler studierte Computermusik und experimentelle Medien am Institut für Experimentelle Musik der Universität für Musik und Darstellende Kunst in Wien bei Günther Rabl und Wolfgang Musil sowie Theaterwissenschaft und Kunstgeschichte an der Universität Wien.
Seit 1990 folgten Engagements als Sänger und Instrumentalist bei diversen Bands und Ensembles. Er war Gründungsmitglied von Shabby Poets, Wunder von Wien,  Alberner Hafen, Relativitätstherapie  und Gil Cheri. Seit 1999 schreibt Handler vorwiegend Musik für Theater und war unter anderem am Volkstheater Wien, Theater Phönix in Linz, Schauspielhaus Graz, Kampnagel Hamburg, Schaubühne Berlin, Schauspielhaus Dresden und bei Festivals in Zürich, Skopje, Kairo und Nairobi tätig. 2018 wurde er zum virtuellen Theatertreffen der Nachtkritik mit der Produktion Anatol am Landestheater Linz (Regie: Susanne Lietzow) eingeladen.
Des Weiteren komponiert er Filmmusik (etwa für Tag und Nacht von Sabine Derflinger) und Musik für Hörspiele (z. B. Käfergräber von Thomas Arzt).

## Auszeichnungen und Nominierungen
- 2000: Preis für die Radikalkomödie 2000 des Staatstheaters Kassel für All about Mary Long gemeinsam mit Andreas Sauter und Bernhard Studlar[10]
- 2005: Theodor Körner Preis für Viele Zungen, eine Sprache[8]
- 2014: Nestroypreis für die beste Bundesländer-Produktion für Höllenangst, Regie: Susanne Lietzow, Theater Phönix/Linz (Komposition)[8]
- 2015: Nominierung Nestroypreis Beste Bundesländer-Aufführung für Der Sturm von William Shakespeare, Theater Phönix Linz (Inszenierung: Susanne Lietzow)
- 2016: Anerkennungspreis des Landes Niederösterreich in der Sparte Musik.[2]
- 2023: Preis der Diagonale Graz für die beste Filmkomposition Dokumentarfilm für Wo ist Ida mit seiner Band Gil Cheri[8]

## Werke (Auswahl)

### Theatermusik. Komposition und musikalische Leitung
- 2000 All about Mary Long von Handler, Sauter und Studlar, Staatstheater Kassel, Regie: Alexei Schipenko
- 2003 Der Bauer als Millionär von Ferdinand Raimund, Volkstheater Wien, Regie: Stephan Bruckmeier
- 2005 Lysistrate – Damenprogramm von Gustav Ernst, Volkstheater Wien, Regie: Stephan Bruckmeier
- 2006 Harte Bandagen von Thomas Baum, Theater Phönix Linz, Regie: Steffen Höld
- 2010 Superhero von Anthony McCarten, Schauspiel Hannover, Regie: Susanne Lietzow
- 2011 Die Firma dankt von Lutz Hübner, UA, Staatsschauspiel Dresden, Regie: Susanne Lietzow
- 2011 Reineke Fuchs von Johann Wolfgang von Goethe, Staatsschauspiel Dresden, Regie: Susanne Lietzow
- 2012 Viel Lärm um nichts von William Shakespeare, Landestheater Coburg, Regie: Susanne Lietzow
- 2012 Geschichten aus dem Wiener Wald von Ödön von Horváth, Landestheater Coburg, Regie: Susanne Lietzow
- 2012 Verteidigung der Missionarsstellung von Wolf Haas, UA, Schauspielhaus Graz, Regie: Susanne Lietzow
- 2013 Die Ratten von Gerhart Hauptmann, Staatsschauspiel Dresden, Regie: Susanne Lietzow
- 2013 Höllenangst von Johann Nestroy, Theater Phönix, Linz, Regie: Susanne Lietzow
- 2013 Anna und Martha. Der dritte Sektor von Dea Loher, Projekttheater Vorarlberg, Regie: Susanne Lietzow
- 2013 Klaus im Schrank von Erich Kästner am Staatsschauspiel Dresden, UA, Regie: Susanne Lietzow
- 2014 Der Sturm von William Shakespeare, Theater Phönix, Linz, Regie: Susanne Lietzow
- 2014 Ein schöner Hase ist meistens der Einzellne von Philip Weiss, UA, Projekttheater Vorarlberg, Regie: Susanne Lietzow
- 2015 Foxfinder von Dawn King, Projekttheater Vorarlberg, Johanniterkirche Feldkirch, Regie: Susanne Lietzow
- 2015 Zu ebener Erde und erster Stock von Johann Nestroy, Volkstheater Wien, Regie: Susanne Lietzow
- 2016 Der Brandner Kaspar und das ewig' Leben von Kurt Wilhelm nach Franz von Kobell, Nationaltheater Mannheim, Regie: Susanne Lietzow
- 2016 Zur schönen Aussicht von Ödön von Horvath, Staatsschauspiel Dresden, Regie: Susanne Lietzow
- 2017 Wasser von Katerina Cerná, Theater Drachengasse, Regie: Karin Koller
- 2017 Superheldinnen von Barbi Marković, Volx Margareten – Volkstheater Wien, Regie: Bérénice Hebenstreit
- 2017 Anatol von Arthur Schnitzler, Landestheater Linz, Regie: Susanne Lietzow
- 2017 Vor dem Ruhestand von Thomas Bernhard, Theater Magdeburg, Regie: Susanne Lietzow
- 2018 Kasimir und Karoline von Ödön von Horváth, Landestheater Linz, Regie: Susanne Lietzow
- 2018 Der Alpenkönig und der Menschenfeind von Ferdinand Raimund, Nationaltheater Mannheim, Regie: Susanne Lietzow
- 2019 Maria Stuart von Friedrich Schiller, Landestheater Linz, Regie: Susanne Lietzow
- 2019 Vevi von Erica Lillegg, Vorarlberger Landestheater, UA, Regie: Bérénice Hebenstreit
- 2019 Schöne Bescherungen von Alan Ayckbourn, Staatstheater Wiesbaden, Arrangement, Regie: Susanne Lietzow
- 2021 Wir reden über Polke, das sieht man doch!, Vorarlberger Landestheater, UA, Regie: Bérénice Hebenstreit
- 2020 Gefährliche Liebschaften von Christopher Hampton und Choderlos de Laclos, Landestheater Linz, Regie: Susanne Lietzow
- 2021 Die Nibelungen von Friedrich Hebbel, Landestheater Linz, Regie: Susanne Lietzow
- 2023 Moskitos von Lucy Kirkwood, Staatstheater Nürnberg, Regie: Bérénice Hebenstreit
- 2023 Mutter Courage und ihre Kinder von Bertolt Brecht, Landestheater Linz, Regie: Susanne Lietzow
- 2023 Fabian von Erich Kästner, Landestheater Vorarlberg, Regie: Max Merker

### Theatermusik. Musikalische Leitung.
- 2022 Black Rider von Burroughs/Waits, Theater Konstanz, Regie: Rudolf Frey
- 2022 Shockheaded Peter von The Tiger Lillies, Theater Konstanz, Regie: Susi Weber

### Filmmusik
- 2004 Welcome Home von Andreas Gruber, gemeinsam mit hons und Peter Androsch[11]
- 2010 Tag und Nacht von Sabine Derflinger, Komposition: Gilbert Handler, Musik: Gil Cheri
- 2018 Wo ist Lotte von Petra Zöpnek, Komposition: Gilbert Handler, Musik: Gil Cheri
- 2022 Wo ist Ida von Petra Zöpnek, Komposition: Gilbert Handler, Musik: Gil Cheri

### Hörspiel
- 2013 Käfergräber von Thomas Arzt, ORF Hörspiel, Regie: Andreas Jungwirth
- 2017 The Who and the What von Ayad Akhtar, ORF Hörspiel, Regie: Andreas Jungwirth

### Kompositionen für Orchester, Ensembles
- 2004 Die Oper Schutt, Libretto von Hermes Phettberg, UA Sirene Operntheater.
- 2005 Viele Zungen, eine Sprache, UA Martina Cicek, Wolfgang Musil, Gilbert Handler in der Ruprechtskirche, Wien.
- 2016 Moritaten aus dem Wienerwald. Liederzyklus. Kompositionsauftrag des Landes Niederösterreich. UA bei der Electric Orpheus Academy.
- 2018 Tot und lebendig, Liederzyklus. Kompositionsauftrag des Landes Niederösterreich. UA bei der Electric Orpheus Academy.
- 2020 Solitude, eine Ein-Mann-Oper. Kompositionsauftrag des Landes Niederösterreich. UA bei der Electric Orpheus Academy.

## Projekte, längerfristige Kollaborationen
- Relativitätstherapie seit 2004, gemeinsam mit Günther Rabl. Verschiedenste Arten von Musik werden ohne Rücksicht auf Genre und Stil miteinander konfrontiert.[6]
- Gil Cheri seit 2008, gemeinsam mit Petra Zöpnek. Bandprojekt, das sich der Erstellung von Filmmusik widmet, aber auch live in Erscheinung tritt.[12]
- Love Machine. Ein Lautsprecherorchester, das in Kollaboration mit Christian Tschinkels Akusmonautikum betrieben wird, und mit welchem vor dem Ableben Hermann Nitschs dessen Musik aufgeführt wurde.[13]
- Moritaten aus dem Wienerwald seit 2018 gemeinsam mit Alexandra Sommerfeld. Elektrische Mörderballaden.[14]